# سن-سیریل-دو-ونداوور، کبک
سن-سیریل-دو-ونداوور (به فرانسوی: Saint-Cyrille-de-Wendover) شهری در منطقه شهری درومون ناحیه سانتر-دو-کبک در استان کبک کانادا است. در سرشماری سال ۲۰۱۱ این شهر ۴٬۰۶۹ نفر جمعیت داشته‌است و مساحت آن ۱۱۲٫۲۴ کیلومتر مربع است.